# Scotorythra corticea
Scotorythra corticea är en fjärilsart som beskrevs av Butler 1881. Scotorythra corticea ingår i släktet Scotorythra och familjen mätare. Inga underarter finns listade.